# Anicius Manlius Severinus Boethius
Boecjusz (łac. Anicius Manlius Severinus Boëthius, ur. ok. 480 w Rzymie, zm. między 524 a 526) – rzymski filozof, tłumacz Arystotelesa, teolog chrześcijański, święty Kościoła katolickiego i polityk.

## Życie Boecjusza

### Pochodzenie i młodość
Urodził się we wpływowej senatorskiej rodzinie Anicjuszów. Dziadek Boecjusza był prefektem Rzymu, a w 454 poniósł śmierć razem z Aecjuszem. Ojciec Boecjusza zmarł w 487. Boecjusz został adoptowany przez Kwintusa Memmiusza Symmachusa, prefekta Rzymu.
Rodzina Symmachusa należała do grona wpływowych arystokratycznych rodów rzymskich. Symmachus uchodził za arbitra literackiego smaku, uprawiał działalność literacką o różnym charakterze; opracował rękopis Makrobiuszowego komentarza do Snu Scypiona, był także autorem dziejów Rzymu w siedmiu księgach, które zaginęło z wyjątkiem fragmentu o historii Jordanesa. Symmachus cieszył się opinią człowieka o nieposzlakowanym charakterze – także w sferze religii. Był głęboko zaangażowany w życie Kościoła. Oczekiwano od niego ingerencji w konflikty kościelne, tak, jak w przypadku sprawy Symmachusa i Laurencjusza, którzy współzawodniczyli o tron papieski. Symmachus miał trzy córki: Rustycjanę, która później poślubiła Boecjusza, Probę (została mniszką) oraz Gallę (owdowiała i oddała się służbie Bożej). Symmachus i jego najbliższe otoczenie miało decydujący wpływ na Boecjusza.

### Edukacja
Boecjusz chciał przetłumaczyć na łacinę i opatrzyć komentarzami wszystkie dzieła Arystotelesa oraz dialogi Platona. Miał zamiar wykazać, że teorie Arystotelesa oraz Platona są wewnętrznie zgodne i uzupełniają się wzajemnie, a wszystkie rozbieżności są pozorne. Był on reprezentantem oraz przekazicielem tradycji neoplatońskich, pozostaje jednak problem, gdzie zdobył tak pogłębioną znajomość tego nurtu.
U schyłku starożytności okres rozwoju przeżywały dwie szkoły neoplatońskie: ateńska i aleksandryjska. W Atenach działali tacy filozofowie jak Plutarch z Aten, jego uczeń Syrianos, Hierokles, Proklos, Damaskios. Szkoła ateńska odznaczała się wyraźnie antychrześcijańskim nastawieniem, co przyczyniło się do jej zamknięcia w 529 przez cesarza Justyniana. W Aleksandrii współżycie pogan i chrześcijan układało się bardziej harmonijnie. Działał tam uczeń Proklosa Ammoniusz, syn Hermiasza. Szczyt nauczycielskiej kariery Ammoniusza przypada na lata edukacji Boecjusza, w szkole ateńskiej zaś w tym czasie nie nauczał żaden wybitniejszy filozof.
Przedmiotem sporu jest to, gdzie Boecjusz zdobył tak gruntowne wykształcenie oraz biegłą znajomość greki. Fragment listu Kasjodora oraz stwierdzenie z przedmowy do Pseudo-Boecjańskiego traktatu De disciplina scholarium, w którym autor wyznaje, że przez 18 lat kształcił się w Atenach, przyczyniły się do utrwalenia przekonania, że Boecjusz pobierał nauki właśnie tam. Do dyskusji dołączył się Jan Satorowicz w artykule pt. „Boecjusz w Atenach. Zamrożony błąd historyczny”. Twierdził on, że stwierdzenie Kasjodora należy traktować jako metaforę podkreślającą szczególną biegłość Boecjusza w języku greckim oraz jego dogłębną znajomość greckiej filozofii. Satorowicz uważał, że pewne zdania w tym tekście są dowodem na to, że Boecjusz w Atenach nie studiował. Z kolei Pierre Courcelle wysunął hipotezę, że prawdopodobnym miejscem edukacji Boecjusza była Aleksandria, bo wiele teorii zawartych w dziełach Boecjusza zdaje się mieć źródło w ostatniej, tamtejszej szkole neoplatońskiej. Tezę tę wsparła również Cornalia de Vogel. Dzisiaj większość uczonych z większymi lub mniejszymi zastrzeżeniami podziela ten pogląd. Henry Chadwick natomiast ma wątpliwości i twierdzi, że tezę tę równie trudno udowodnić, co obalić.

### Kariera dworska
Król Teodoryk szybko zwrócił uwagę na młodego, wykształconego Rzymianina. Boecjusz był zdolnym mechanikiem, na prośbę Teodoryka przesłał królowi Burgundów zegar słoneczny i wodny, a także wysłał mechanicznego lutnistę do króla Franków. Wyrazem uznania dla jego osiągnięć było nadanie mu około 507 tytułu patrycjusza, zaś w 510 został konsulem.
Boecjusz wielokrotnie przeciwstawiał się możnym, których określał mianem „psów pałacowych”. W 510 wystąpił przeciwko przełożonemu, Faustusowi Nigrowi, gdy ten zarządził przymusowy skup zboża, który przyniósłby mieszkańcom Kampanii klęskę głodu. W roku 522 synowie Boecjusza, Symmachus i Boecjusz, zostali wyniesieni do godności konsula, a on sam objął urząd ministra dworu. Pełniona funkcja dawała mu władzę nad urzędnikami dworskimi oraz służbą, do jego zadań należało również wprowadzanie na dwór obcych ambasadorów oraz wszystkich tych, którzy chcieli dostać się do króla.
Pod koniec roku 522 lub 523 prywatny sekretarz króla, Cyprian, oskarżył senatora Albinusa o spiskowanie z Bizancjum. Cyprian odkrył jego korespondencję z cesarzem Justynem, która rzekomo wymierzona była przeciwko państwu Teodoryka. Na to wszystko nałożyły się dodatkowo konflikty religijne; kiedy Justyn zaczął rozprawiać się z arianami, Goci poczuli się zagrożeni. W 519 przemknęła przez niebo kometa, którą widziano w Rzymie i na Wschodzie, a ponieważ przejście komety było interpretowane jako zapowiedź upadku dynastii, Teodoryk odniósł przestrogę do własnego rodu. W 522 zginął Eutaryk, zięć Teodoryka, pozostawiając nieletniego syna, Atalaryka; mimo to Teodoryk obawiał się o ciągłość jego rodu. Dał więc posłuch oskarżeniom o zdradę i bez należytego procesu ogłosił Albina winnym. Boecjusz stanął w obronie Albinusa i sam został oskarżony. Zarzucano mu zacieranie dowodów winy Albinusa oraz podtrzymywanie korespondencji wyrażającej nadzieję na wolność rzymską, bez gockiego panowania; dodatkowo dodano oskarżenie o bezbożność. Wynik procesu był dla Boecjusza niekorzystny. Został osadzony w więzieniu w Pawii, gdzie napisał O pocieszeniu, jakie daje filozofia.
Boecjusz został stracony najprawdopodobniej w 525. Możliwe, że przed śmiercią został poddany torturom. Taki sam los spotkał jego teścia, głowę senatu, Symmachusa, który głośno wyrażał swoje niezadowolenie i oburzenie na bezwzględność władcy. Teodoryk nakazał ukryć ciała, obawiając się oskarżenia o prowadzenie polityki terroru. Po jego śmierci w 526 jego córka, Amalasunta, sprawująca rządy w imieniu nieletniego syna, Atalaryka, uznała błąd ojca i przywróciła Rustycjanie oraz dzieciom Boecjusza skonfiskowane rodzinne dobra. Rustycjana zachowała jednak urazę i w roku 535, gdy armia Justyniana najechała gocką Italię, Rustycjana publicznie zniszczyła posąg Teodoryka w Rzymie.

## Dzieła

Dialectica, 1547

Kasjodor mówił, że dzięki tłumaczeniom Boecjusza zostały udostępnione łacinnikom: 
- muzyczne teksty Pitagorasa,
- astronomiczne rozważania Ptolemeusza
- matematyka Nikomacha z Gerazy,
- geometria Euklidesa,
- teologia Platona,
- logika Arystotelesa
- mechanika Archimedesa.

Boecjusz chciał ocalić podstawy wiedzy, komponując podręczniki sztuk wyzwolonych; pierwszym było Wprowadzenie do arytmetyki - dzieło to stanowiło adaptację popularnego podręcznika matematyki autorstwa neopitagorejczyka - Nikomacha z Gerazy. Cztery dyscypliny matematyczne stanowią quadrivium, poprzez studium niezmiennych przedmiotów matematyki, umysł może się wznieść na szczyty doskonałości. Matematyka stanowi zatem niezbędne przygotowanie do filozofii. Następny podręcznik to Wprowadzenie do muzyki – prezentowana teoria muzyki jest wzorowana na teorii Nikomacha z Gerazy oraz sięga do źródeł wcześniejszych – Archytasa z Tarentu czy Filalosa. Boecjusz wyróżnia trzy rodzaje muzyki: 
- musica mundana – najwyższa forma muzyki, niesłyszalna, determinująca ruch planet i inne cykle, jakim podlega świat,
- musica humana – muzyka jako harmonia ciała i duszy,
- musica instrumentalis – jedyna słyszalna, kreowana przez człowieka zarówno poprzez głos, jak i instrumenty[2].

Mimo że Boecjusz chciał napisać wprowadzenia do każdej z dyscyplin quadrivium, to jednak dzisiaj nie dysponujemy żadnym jego wprowadzeniem do astronomii, mimo że Gerbert z Aurillac, późniejszy papież Sylwester II napisze, że Boecjusz jest autorem 8 ksiąg na temat astronomii, a także wprowadzenia do geometrii. Boecjusz przetłumaczył bądź napisał:
- komentarz do Hermeneutyki i Kategorii Arystotelesa
- komentarz do Isagogi Porfiriusza
- Analityki pierwsze i zaginione dziś tłumaczenie Analityk wtórych
- Topiki (O dowodach sofistycznych)
- krótki traktat O podziale
- komentarz do Topik Cycerona,
- O Sylogizmie kategorycznym
- wprowadzenie do sylogizmów kategorycznych
- o sylogizmach hipotetycznych

Traktaty teologiczne zwane pod nazwą Opuscula sacra: 
- W jaki sposób Trójca jest jednym Bogiem, a nie trzema bogami?
- Czy (nazwy) Ojciec, Syn i Duch święty mogą być w sposób substancjalny orzekane o Bogu?
- O hebdomadach
- O wierze katolickiej
- Przeciw Eutychesowi i Nestoriuszowi
- O osobie Chrystusa i jej dwóch naturach (PL 64,1343) – w traktacie tym Boecjusz sformułował definicję osoby, która później stała się klasyczną: Substancja indywidualna o naturze racjonalnej /(łac.) naturae rationalis individua substantia/[3].

Ostatnim utworem Boecjusza jest napisane w więzieniu dzieło Consolatio Philosophiae. Składa się z pięciu ksiąg, w których partie wierszowane przeplatają się z prozą.
Pojawiły się pewne wątpliwości, czy autorem Opuscula sacra oraz O pocieszeniu jakie daje filozofia, jest ta sama osoba. O ile jednak dla myślicieli średniowiecznych problemem był absolutnie świecki charakter dzieła O pocieszeniu jakie daje filozofia, który zdawał się nie do pogodzenia z teologią traktatów, o tyle w czasach nowożytnych zaistniała sytuacja odwrotna. Gottfried Arnold w XVIII wieku stwierdził, że to właśnie Opuscula sacra stanowi problem na tle dorobku Boecjusza. W 1860 niemiecki filolog klasyczny Alfred Holder badał zasoby rękopiśmiennictwa i odnalazł tam między innymi foliał z IX wieku pochodzący z benedyktyńskiego klasztoru w Reichenau, przekazał go swojemu koledze Hermannowi Usenerowi, który zbadał go i znalazł tam fragment dotyczący Boecjusza stwierdzający, że Boecjusz napisał traktaty O Trójcy Świętej oraz Przeciw Eutychesowi i Nestoriuszowi. Traktat o wierze katolickiej uważa Usener za nieautentyczny a jedynie przypadkowo włączony do Boecjuszowego corpus. Rzecznikiem autentyczności z kolei jest E.K. Rand i H.F. Stewart oraz Henry Chadwick.

## Tło historyczne

### Sytuacja w Rzymie
Wiek V to czas krzepnięcia państw założonych przez Germanów na terytorium cesarstwa rzymskiego w zamian za służbę wojskową.
W V wieku w polityce zagranicznej cesarstwa widać wyraźnie, że presja na jego granice wydaje się stale rosnąć. Część zachodnia imperium była bardziej wystawiona na ataki plemion barbarzyńskich. Ataki poszczególnych plemion wywierały nań stały, nigdy nie ustający nacisk.
W 455 Wandalowie zajęli Rzym i go splądrowali. Następnie wrócili do Afryki, ale nie zaprzestali ataków łupieżczych. Owe najazdy stały się powodem podjęcia wspólnej, zakończonej klęską, wyprawy wojennej przeciwko Wandalom przez cesarzy Leona I i Antemiusza w 468 roku.
Na terenach północnej Afryki dochodziło do konfliktów religijnych, ponieważ Wandalowie byli arianami, Rzymianie zaś katolikami. Genzeryk rozpoczął prześladowania religii katolickiej, które wzmocniło się za panowania jego syna Huneryka. Ten z kolei wydał w 484 dekret nakazujący wszystkim przejście na religię ariańską pod karą konfiskaty majątku. Dopiero w 523 Hilderyk przywrócił tolerancję religijną.

### Sytuacja w Italii
W 451 Attyla wraz z hordami Hunów zagroził cesarstwu rzymskiemu. Wówczas Walentynian III, a dokładniej jego generał Aecjusz, starał się pozyskać pomoc plemion germańskich. Zwycięstwo na Polach Katalaunijskich w Szampanii przyczyniło się do poprawy stosunków z ludami germańskimi. Jednakże rok później Attyla wkroczył do Italii, ale po wstawiennictwie papieża Leona I oszczędził Rzym. W 454 Aecjusz ginie z rozkazu cesarza Walentyniana III, z kolei rok później Walentynian III zostaje zamordowany przez byłych żołnierzy Aecjusza.
W 475 Orestes, Rzymianin, obwołuje cesarzem swojego nieletniego syna – Romulusa. Z kolei armia składająca się przeważnie z żołnierzy germańskich obwołuje królem Odoakra, który w 476 wkracza do Rawenny, zrzuca z tronu Romulusa i rozdaje swym żołnierzom italską ziemię. Wysyła do cesarza wschodnio-rzymskiego Zenona poselstwo, chcąc otrzymać tytuł „patricium” i za jego zgodą rządzić w Italii.
Odoakra pozbawia panowania Teodoryk Ostrogocki z inicjatywy Zenona. Ostrogoci byli stowarzyszeni z cesarstwem wschodniorzymskim jako „federatus”, dlatego Teodoryk przebywał od roku 461 na dworze w Konstantynopolu jako zakładnik. Zyskał on nowe ziemie dla Ostrogotów a dla siebie tytuł patrycjusza. Bitwa o Rawennę zwana „Bitwą kruków” ciągnęła się przez dwa lata i zakończyła w 493 układem, który ustanawiał wspólną władzę obu władców. Po 10 dniach Teodoryk kazał jednak zamordować Odoakra i jego rodzinę w odwecie za podobny czyn w 487. W 498 cesarz uznał państwo ostrogockie z Teodorykiem jako królem. W 500 roku Teodoryk złożył wizytę w Rzymie, gdzie był przywitany w bazylice św. Piotra. Boecjusz wówczas wygłosił tam mowę powitalną.